# 鳥谷ヶ崎神社
鳥谷崎神社（とやがさきじんじゃ）は、岩手県花巻市にある神社。旧社格は村社。円城寺門等が文化財に指定されている。

## 祭神
- 豊受姫大神
- 誉田別大神
- 豊玉姫大神
- 天照皇大神
- 須佐之男大神
- 大国主大神

## 歴史
創建は不明だが、鎌倉時代末期の1313年（正和2年）に社殿が再建された記録がある。室町時代末期の1536年（天文5年）に当時の花巻城主・稗貫氏が城内に鎮座していた当社、稲荷神社、八幡神社（源義家が勧請）の三社を合祀し「鳥谷崎座三柱神社」に改称した。1591年（天正19年）に行われた奥州仕置により稗貫氏が改易となり、代わって当地は南部氏領となり、花巻城代に就任した北信愛（松斎）・秀愛親子が引き続き当社を崇敬し、社殿の造営や様々な奉納物が寄進された。
1600年（慶長5年）の関ヶ原の戦いの際には、伊達政宗が煽動し旧領主和賀忠親が発生させた一揆（岩崎一揆）により、花巻城も戦場となり（花巻城の夜討ち）大きな被害があったが、直ちに社殿が再建された。1613年に松斎が死去した後は盛岡藩主南部家の一族が花巻城主を歴任し、当社を引き続き庇護した。明治時代初頭に発令された神仏分離令により仏式が廃され、同末期に周辺の鎮守だった八幡神社、金刀比羅神社、神明社が合祀され、現在の社号である「鳥谷崎神社」に改称した。 

## 文化財

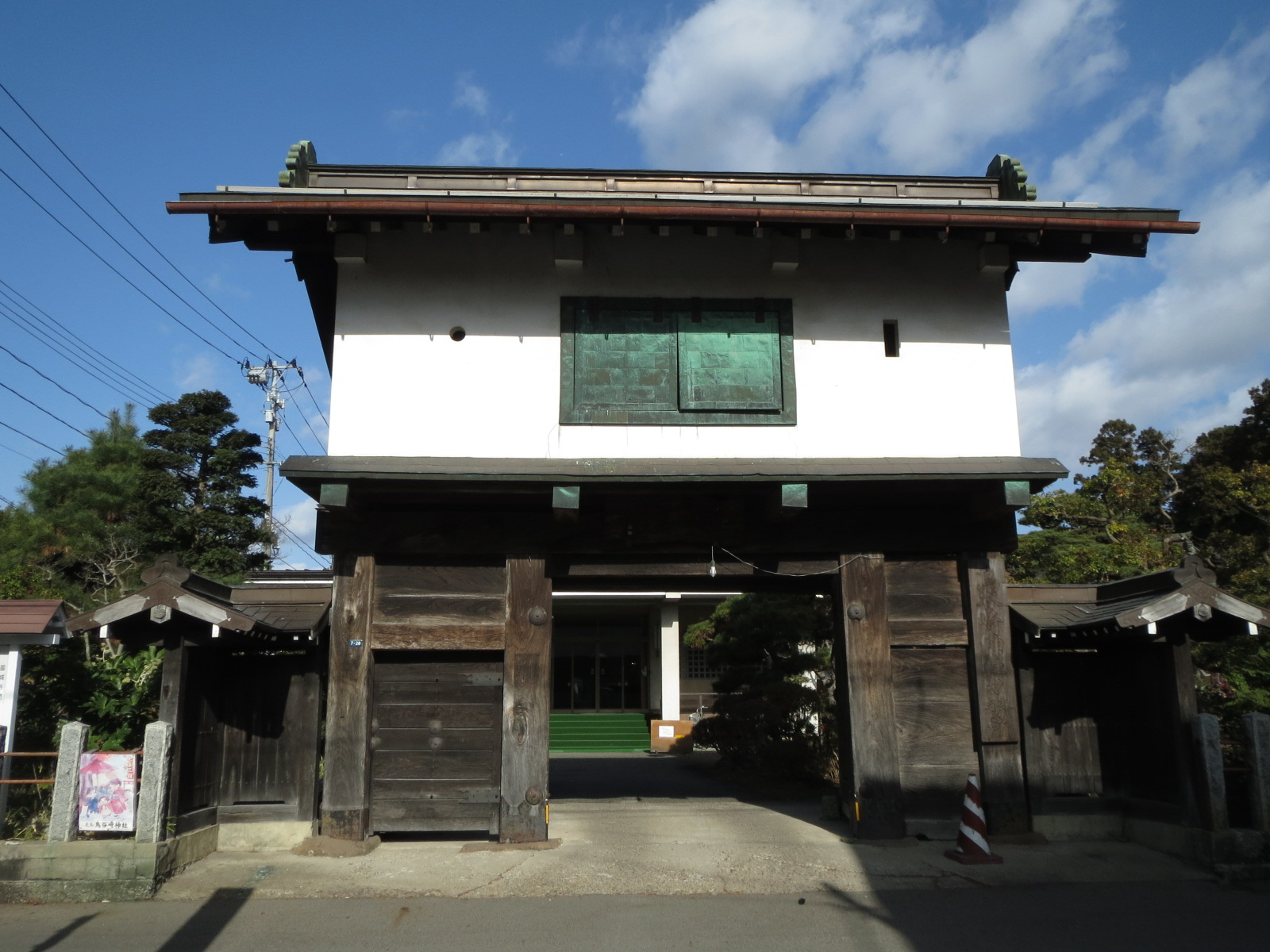
円城寺門

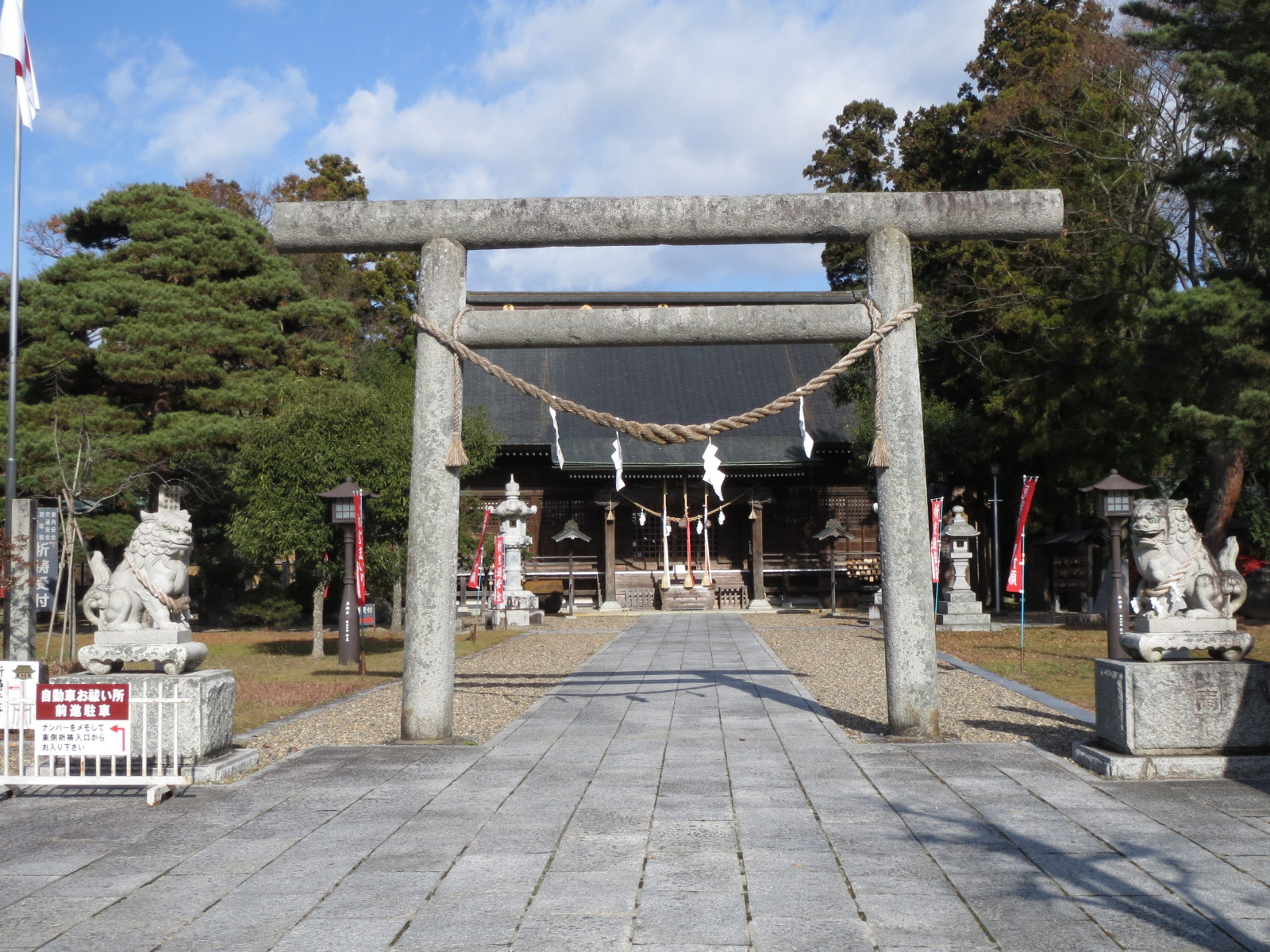
鳥居

以下が岩手県、花巻市の指定文化財となっている。

### 岩手県指定文化財
- 藍革威胴丸1領 兜・大袖・小具足付

室町時代の1439年（永享11年）に時の将軍・足利義政の命により南部義政が出陣した時に着用した甲冑で、1981年（昭和56年）に岩手県文化財（工芸品）に指定された。

### 花巻市指定文化財
- 円城寺門

1614年に盛岡藩主南部利直の命により花巻城主となった次男・政直が、二子城（別名・飛勢城、城主・和賀氏）の追手門を移築し、花巻城三の丸搦手の円城寺坂に建てたので命名された。江戸時代に4回ほど修築が行われ、その後も2回屋根の葺き替えが行われた。廃藩後の1871年、花巻城取り壊しの時に福盛田氏（現在の北上市）に払い下げられ、解体して北上川を船で下り、自邸の門とした。1932年（昭和7年）福盛田氏より花巻市の平野立乾（軍医）が当門を買い、当社境内東南隅に移設した。形式は木造二階建楼門であり、一階は梁間9尺5寸、桁行20尺。二階は梁間13尺、桁行20尺であるため、二階の方が突出している。屋根は木羽葺、反りのない切妻造。箱棟の妻に梅鉢形の懸魚をつけている。
- 南部利剛夫人乗物（駕篭）1乗

江戸幕府15代将軍徳川慶喜の姉・松姫が盛岡藩主・南部利剛に輿入れした際使われたもので、1960年に花巻市文化財に指定された。

## 現地情報
所在地
- 岩手県花巻市城内7-28

交通アクセス
- 最寄駅：JR東北本線・釜石線 花巻駅下車後、徒歩約20分
- 東北自動車道花巻南ICより車10分